# 試製四十一糎榴弾砲
試製四十一糎榴弾砲（しせいよんじゅういちせんちりゅうだんほう）は、1920年代に大日本帝国陸軍が開発した榴弾砲（要塞砲）。略称・略字は四十榴(40H)、または四十一榴(41H)。

## 概要
本砲は口径41cm、砲身長13.445m（口径長32.8）、砲身重量80,000kg(80t)、全備重量318,000kg(318t)、砲弾重量1,000kg(1t)と、帝国陸軍の火砲では最大の口径・重量・威力を誇った。また口径のみを海軍戦艦の主砲と比べても、十数年後に四十六糎砲塔加農を装備する大和型戦艦が登場するまでは、同時代の長門型戦艦の四十一糎砲塔加農とともに日本軍では最大クラスの火砲であった。
製造後は、その大きさと運用コストの高さなどから長らく日本内地で保管されていたものの、太平洋戦争（大東亜戦争）開戦時前後に要塞砲として満州に送られ、第二次世界大戦最後の激戦地である虎頭要塞の戦いで使用され、大威力を発揮し活躍した。

## 開発
1920年代初頭、陸軍は要塞整備計画の一環として大口径41cmの要塞砲（海岸砲）開発を計画した。しかしながらその41cm砲は七年式三十糎長榴弾砲と比較して、砲身長約2倍・砲身重量約4倍・全備重量約3倍の巨砲であったため、重砲の製造を担当している大阪砲兵工廠火砲製造所は本砲製造のために新たに工場を新設し各製造準備を整えた。
日本製鋼所に注文済みであった砲身・被筒・他素材等が入荷し、これら部品の製造を経て、電気操縦装置などの諸機能試験や所要改修を終えた試製四十一糎榴弾砲が完成したのは1926年（大正15年）8月であった。試射場所は千葉県富津市の陸軍技術本部富津射場が予定され、砲は分解され鉄道輸送されたが、その大きさや重量から富津での荷下ろしと組み立てには東京湾要塞建築に用いられた大型走行起重機が転用された。
正式の試射前日には予備試験が行われ、重量約1,000kgの砲弾（弾丸）と約100kgの装薬を装填、電気発火により第1弾を初射撃しこれに成功。装薬を増した第2弾で腔圧を測定し常装薬量を決定したが、2,500kgを安全極限とする腔圧が3,000kgを超えていたために第3弾発射後に階段断隔螺式の閉鎖機が砲身に固着する事故が発生した。しかし総員が総がかりで閉鎖機を回しこれを開放することに成功し、また砲腔にも異常はなかったために徹夜の補修作業により機能を復旧。正式試射当日は予定通り11発を射撃、陸軍大臣や皇族軍人を筆頭とする見学者数百名にその大威力を見せ付けた。
竣工試験を終えた試製四十一糎榴弾砲であったが、軍縮により余剰となった海軍戦艦の艦砲（砲塔加農）を陸軍の海岸砲（砲塔四五口径四十糎加農、口径41cm）に転用することになったため、運用コストの高い本砲の開発は一時中止状態となり未改修のまま富津射場に保管された。しかし1935年（昭和10年）、陸軍重砲兵学校より本砲の操砲研究・実用射撃実施の要望が挙がり、塞環を新調、駐退復座機・電動装置などに補修を施し実用試験が行われた結果、「大威力奇襲兵器」としての高性能と価値が認められた。
『試製四十一糎榴弾砲取扱上ノ参考』において「三、本砲ノ各部品ハ相当ノ重量物ナルヲ以テ分解結合ニ際シテハ（中略）注意スベシ」と明記されているように 、本砲はその重量や大きさゆえに操砲・装填のための電機操縦装置を完備していた。
（本砲の砲身重量は約76tあり、それ以外の部品も砲架は約56ｔ、揺架は57t、回転盤52ｔ、匡礎は70ｔにも及んだ。）

## 転用
ソビエト連邦（労農赤軍）は、1931年（昭和6年）に勃発した満州事変の頃から極東における帝国陸軍の動向を警戒しており、翌年以降は満ソ国境にトーチカ陣地を構築するなど国境線強化に励んでいた。満州防衛を担う関東軍もこれに呼応し、国境各地に永久陣地を構築、各種要塞砲と国境守備隊を配備していた。日本軍の防御陣地の中でも、ウスリー河対岸のソ連領イマン（現・ダリネレチェンスク）を見渡せる高地を抱え、長大な満ソ国境において唯一シベリア鉄道を視認できる戦略拠点であった虎頭要塞は重要視されており、七年式三十糎長榴弾砲2門を筆頭に要塞砲が増強されていたが、この虎頭要塞の砲兵隊の攻撃能力を危惧したソ連軍は、ウスリー河対岸のシベリア鉄道イマン鉄橋を国境より15km迂回して架橋しなおした（イマン迂回鉄橋）。旧新と二重に建設された鉄橋のうち、古い手前側の鉄橋は、七年式三十糎長榴弾砲の射程圏内であったが、新設の後方側鉄橋は射程限界線まで後退してしまった。それに対抗するために転用されたのが長射程・大威力の試製四十一糎榴弾砲である。また同時に、日本軍火砲では最大の射程50,120m（50.12km）を誇る日本唯一の列車砲である九〇式二十四糎列車加農の配備も決定している。
1942年（昭和17年）春までの備砲完了を目処に、1941年（昭和16年）11月から約1ヶ月間にわたり富津射撃場にて実弾射撃を含む砲手ら選抜操砲要員の訓練が実施された。その後に本砲は分解され20数両の貨車に分載、神戸港で九四式列車加農とともに「辰福丸」に積載された。大連港に輸送された本砲は満鉄の100ｔクレーンを使用し、引き込み線で陸揚げされた。陸揚げは特に問題もなく行われたのち、専用の無蓋貨車に搭載された。同年12月にハルビンに到着。香坊の鉄道第3連隊で必要な組み立てを終え虎頭に鉄道輸送され、搬入は秘匿のため夜間に行われた。砲床の構築を経て1942年3月に備砲を開始し、5月までに設置を完了した。その後に本砲の掩体として2箇所の砲門を有する鉄筋コンクリート製のドーム（厚さ2mから7m）状の掩体壕を建造し、壕に擬装を行い四十一榴の陣地は完成した。
1944年（昭和19年）、南方戦線の戦況悪化により関東軍から南方軍へ戦力を抽出する転用が激増した。虎頭要塞の国境守備隊も改編され、砲兵隊は中隊数が激減し、九一式十糎榴弾砲や四一式山砲などの軽砲が引き抜かれたものの、試製四十一糎榴弾砲・九〇式二十四糎列車加農・七年式三十糎長榴弾砲・四五式二十四糎榴弾砲・九六式十五糎加農・四五式十五糎加濃などの重砲はそのままであった。

## 実戦
1945年（昭和20年）8月8日、ソ連は対日宣戦布告し9日0時をもってソ連軍は満州に侵攻（ソ連対日参戦）、国境の虎頭要塞でも砲兵隊指揮官（守備隊長代理）・大木正陸軍大尉の指揮のもと第15国境守備隊総員約1,400人は防衛戦を展開した。9日12時過ぎに試製四十一糎榴弾砲は配備以来3年3ヶ月の沈黙を破り射撃を開始、13時丁度に放った第11発目がワーク河に架かるシベリア鉄道イマン迂回線鉄橋の基礎と橋脚に着弾・命中し、これを破壊。最初で最後の実戦において本砲はイマン迂回線の撃破という最重要任務を達成した。19日に砲身が炸裂し砲撃不能になるまでさらに百数十発を射撃しているが、この炸裂は腔発かソ連軍の砲撃によるものか詳細は分かっていない。
その後の虎頭要塞と第15国境守備隊は、要塞が8月26日に陥落するまで、2個狙撃師団（歩兵師団）および機甲部隊と航空部隊連合の攻勢をかけたソ連軍を相手に2週間以上にわたり防衛戦を敢行、数十名の生還者を除き玉砕した（ソ連軍と日本軍の兵員数には10倍の差があった）。この虎頭要塞の戦いは占守島の戦いとともにソ連軍が多大な損害を被った戦闘であった。
戦後、放置されていた本砲は九〇式二十四糎列車加農などとともにソ連軍に接収されたものとされているが（ソ連軍人が砲上部に乗った写真が残されている）、具体的な行方や所在は不明である。
虎頭要塞跡には試製四十一糎榴弾砲陣地（砲座）と、出土した本砲用の試製被帽徹甲弾が現存している。